# Central Charter de Colombia
Central Aerospace (ehemals Central Charter de Colombia, im ursprünglichen Markenauftritt bis 1991 Aeroejecutivos) war eine kolumbianische Charterfluggesellschaft, die jetzt primär im Bereich Wartung und Reparatur von Flugzeugen tätig ist. Das Unternehmen hat seine Basis auf dem Flughafen El Dorado in Bogotá.

## Geschichte

### Aeroejecutivos
Die Gesellschaft wurde am 28. November 1979 als Aeroservicios Ejecutivos Ltda. in Bogotá gegründet, um Geschäftsflugverkehr und sonstige Personenbeförderungen auf Charterflugbasis primär für Erdölunternehmen durchzuführen. Die Betriebsaufnahme erfolgte Anfang der 1980er Jahre vom Flughafen Bogotá unter dem verkürzten Markenauftritt Aeroejecutivos. Anfänglich betrieb die Gesellschaft eine Cessna 402 und sechs Aero Commander der Versionen 500s (eine), Jetprop 840 (zwei) und Jetprop 980 (drei) mit exklusiver Kabinenausstattung für ihre Geschäftskunden sowie eine 19-sitzige Swearingen SA226TC Metro zur Beförderung von Personengruppen auf Charterflügen. Bis Mitte der 1980er wurde die Flottengröße deutlich verkleinert und sämtliche Aero Commander sowie die Swearingen Metro veräußert. Als Ersatz für die sieben ausgemusterten Maschinen stellte die Gesellschaft parallel eine Britten-Norman BN-2 Islander sowie ein Strahlflugzeug des Typs Cessna Citation II in Dienst, daneben wurde weiterhin die Cessna 402 genutzt.
Ab Frühjahr 1986 firmierte das Unternehmen im Außenauftritt unter dem Namen Aeroejecutivos Colombia und übernahm die erste von zwei geleasten De Havilland Canada DHC-6-300. Beide Maschinen kamen als „Commuter“ im Auftrag von Fremdunternehmen auf festen Routen zur Beförderung deren Mitarbeiter zum Einsatz. Nachdem eines dieser Flugzeuge am 11. Oktober 1987 verunglückt war, wurde die zweite DHC-6 abgetreten und der Shuttle-Auftragsverkehr beendet. Das Unternehmen konzentrierte sich danach wieder primär auf die Durchführung von nationalen und internationalen Geschäftsflügen. Im Jahr 1991 waren eine Aero Commander Jetprop 840, eine Beechcraft King Air, eine Britten-Norman BN-2 Islander, eine Cessna 206, eine Cessna 550 Citation II und ein Learjet 24 auf das Unternehmen registriert. Aeroservicios Ejecutivos erhielt im selben Jahr von der kolumbianischen Luftfahrtbehörde die Genehmigung, Wartungsarbeiten an Businessjets anbieten zu dürfen.

### Central Charter de Colombia
Der offizielle Gesellschaftsname Aeroservicios Ejecutivos SA wurde im Jahr 1991 aus Marketinggründen in Central Charter de Colombia SA geändert. Geschäftsführer blieb zunächst Armado Rodriguez, der das Unternehmen bereits in den 1980er Jahren geleitet hatte. Die Gesellschaft setzte ihren Geschäftsflugverkehr fort und nutzte hierzu Mitte der 1990er Jahre eine eigene Beechcraft King Air. Daneben wurden gleichzeitig je ein Strahlflugzeug des Typs Learjet 35 und Learjet 55 sowie zwei IAI 1124 betrieben. Diese vier sowie alle zuvor auf Central Charter de Colombia registrierten Düsenmaschinen gehörten ihr jedoch nicht, noch waren sie von ihr geleast worden. Die Aufgabe der Gesellschaft bestand lediglich darin, die Strahlflugzeuge unter Nutzung ihres Air Operator Certificates für die jeweiligen Eigentümer einzusetzen. Zur Beschaffung von eigenen Businessjets wurden in der zweiten Hälfte der 1990er Jahre Investoren gesucht, die sich an der Kauffinanzierung beteiligen und dafür Anteile an den Flugzeugen erhalten sollten. Dieses Geschäftsmodell, das dem von Schiffsfonds ähnelte, war jedoch nicht erfolgreich und führte zu keinen Flottenzugängen. Dennoch gab Central Charter de Colombia im Jahr 1995 den Bau eines eigenen Abfertigungsgebäudes in Bogotá in Auftrag, das zwei Jahre später eröffnet wurde. Zu dieser Zeit besaß sie auch einen Hangar sowie ein zweites Geschäftsbüro in Medellín.
Die US-amerikanische Beech Aircraft Corporation autorisierte Central Charter de Colombia im Jahr 1997 offiziell mit der Wartung ihrer Flugzeugtypen. Auch der Hersteller Cessna Aircraft Company ernannte das Unternehmen im Jahr 1999 zu seinem kolumbianischen Lizenzpartner. Der bisherige Geschäftsführer Armado Rodriguez wurde im Jahr 1998 von Fernando Muñoz Merizalde abgelöst. Unter seiner Leitung erhielt die Gesellschaft im Februar 2002 eine vom Hersteller geleaste Cessna 550 Citation Bravo und damit ihr erstes eigenes Strahlflugzeug. Daneben betrieb die Gesellschaft weiterhin Fremdflugzeuge im Auftrag deren Eigentümer innerhalb Kolumbiens, darunter ab August 2003 eine Cessna 560 Citation Ultra des US-amerikanischen Unternehmens Gary-Williams Engery Corporation. Im Jahr 2009 kaufte Central Charter de Colombia dieses Strahlflugzeug den Vorbesitzern ab und gab ihre bislang gemietete Cessna 550 an den Leasinggeber zurück. Die neue Maschine erhielt das kolumbianische Kennzeichen HK-4304. Zusätzlich leaste die Gesellschaft im Folgejahr eine Cessna Citation Sovereign, die sie bereits seit Oktober 2005 für ein anderes US-Unternehmen in Kolumbien eingesetzt hatte. Zudem bestand die Flotte im Jahr 2010 aus einer ab Juli 2009 geleasten Beechcraft King Air 350.
Im Jahre 2016 wurde das Unternehmen durch ein Tochterunternehmen von Signature Aviation (vormals BBA Aviation) übernommen. Im Jahre 2019 benannte sich die Gesellschaft in Central Aerospace um. 
Die Geschäftsfeld dürfte sich auf Wartung und Reparatur von Flugzeugen geändert haben. 

## Flotte

### Aktuelle Flotte
Die Gesellschaft betreibt eine Cessna Citation Ultra.

### Ehemalige Flugzeugtypen
- Beechcraft King Air 350
- Cessna Citation XLS
- De Havilland Canada DHC-6-300 Twin Otter
- Raytheon Hawker 800 XP

## Zwischenfälle
- Am 11. Oktober 1987 verunglückte eine DHC-6-300 Twin Otter (Luftfahrzeugkennzeichen HK-2920) der Aeroservicios Ejecutivos beim Versuch einer Notlandung nahe der Ortschaft El Poleo (Kolumbien), wobei beide Piloten ums Leben kamen. Alle sieben Fluggäste überlebten den Unfall.[16]

## Trivia
Am 18. August 2017 hat Central Charter de Colombia die vom Regime in Venezuela abgesetzte venezolanische Generalstaatsanwältin Luisa Ortega Díaz vom Flughafen Aruba bei ihrer Flucht nach Kolumbien abgeholt.